# Sgrinfia
Jack Sgrinfia (in inglese Scuttle) è un personaggio immaginario dei fumetti Disney, "spalla" di Pietro Gambadilegno nelle sue bravate, soprattutto nei fumetti europei e d'oltreoceano.
Il lungo muso di donnola, coperto di una barbetta ispida che gli nasconde la bocca, e soprattutto la sua subordinazione a Gambadilegno, lo hanno sempre relegato a un ruolo di comprimario. A volte ha come partner Ciccia, un furfantello dall'aspetto di un cane antropomorfo.
Sgrinfia appare fin dagli anni cinquanta come generico (spesso anonimo) furfantello: la sua prima apparizione risale infatti alla storia Paperino e i ladri di bestiame (Donald Duck Captures The Range Rustlers) di Paul Murry, del luglio 1951 (in Italia apparsa nel 1957). In alcune storie è chiamato Sgraffigna.